# Jan Apell
Jan Apell (* 4. November 1969 in Göteborg) ist ein ehemaliger schwedischer Tennisspieler, der vor allem im Doppel erfolgreich war.

## Karriere
Zusammen mit seinem Doppelpartner Jonas Björkman gewann der Linkshänder 1994 die ATP-Weltmeisterschaft und mit dem schwedischen Team den Davis Cup. Apell konnte alle seine sechs Davis-Cup-Doppelpartien siegreich gestalten, im Einzel wurde er nicht eingesetzt.

## Erfolge
| Legende                       |
| Grand Slam                    |
| Tennis Masters Cup (1)        |
| ATP Masters Series            |
| ATP International Series Gold |
| ATP International Series (8)  |
| ATP Challenger Tour (12)      |

### Einzel

#### Turniersiege
| Nr. | Datum             | Turnier    | Belag     | Finalgegner       | Ergebnis      |
| --- | ----------------- | ---------- | --------- | ----------------- | ------------- |
| 1.  | 22. Juli 1991     | Hanko      | Sand      | Claudio Mezzadri  | 6:2, 6:4      |
| 2.  | 12. Oktober 1991  | Cherbourg  | Hartplatz | Christian Saceanu | 6:3, 6:7, 7:6 |
| 3.  | 24. November 1997 | La Réunion | Hartplatz | Arnaud Clément    | 6:4, 7:6      |

#### Finalteilnahmen
| Nr. | Datum         | Turnier   | Belag | Finalgegner   | Ergebnis |
| --- | ------------- | --------- | ----- | ------------- | -------- |
| 1.  | 17. Juli 1995 | Stuttgart | Sand  | Thomas Muster | 2:6, 2:6 |

### Doppel

#### Turniersiege

##### ATP Tour
| Nr. | Datum             | Turnier            | Belag         | Partner        | Finalgegner                         | Ergebnis                  |
| --- | ----------------- | ------------------ | ------------- | -------------- | ----------------------------------- | ------------------------- |
| 1.  | 26. April 1993    | Seoul              | Hartplatz     | Peter Nyborg   | Neil Broad Gary Muller              | 5:7, 7:6, 6:2             |
| 2.  | 28. Februar 1994  | Scottsdale         | Hartplatz     | Ken Flach      | Alex O’Brien Sandon Stolle          | 6:0, 6:4                  |
| 3.  | 13. Juni 1994     | Queen’s Club       | Rasen         | Jonas Björkman | Todd Woodbridge Mark Woodforde      | 3.6, 7:6, 6:4             |
| 4.  | 11. Juli 1994     | Båstad             | Sand          | Jonas Björkman | Nicklas Kulti Mikael Tillström      | 6:2, 6:3                  |
| 5.  | 29. August 1994   | Schenectady        | Hartplatz     | Jonas Björkman | Jacco Eltingh Paul Haarhuis         | 6:4, 7:6                  |
| 6.  | 14. November 1994 | Antwerpen          | Teppich (i)   | Jonas Björkman | Hendrik Jan Davids Sébastien Lareau | 4.6, 6:1, 6:2             |
| 7.  | 28. November 1994 | Tennis Masters Cup | Hartplatz (i) | Jonas Björkman | Todd Woodbridge Mark Woodforde      | 6:4, 4:6, 4:6, 7:65, 7:66 |
| 8.  | 17. Juli 1995     | Båstad             | Sand          | Jonas Björkman | Jon Ireland Andrew Kratzmann        | 6:3, 6:0                  |
| 9.  | 22. April 1996    | Bermuda            | Sand          | Brent Haygarth | Pat Cash Patrick Rafter             | 3:6, 6:1, 6:3             |

##### Challenger Tour
| Nr. | Datum             | Turnier   | Belag     | Partner          | Finalgegner                            | Ergebnis      |
| --- | ----------------- | --------- | --------- | ---------------- | -------------------------------------- | ------------- |
| 1.  | 22. August 1988   | Rümikon   | Sand      | Veli Paloheimo   | András Lányi László Markovits          | 7:5, 6:7, 6:3 |
| 2.  | 17. Oktober 1988  | Cherbourg | Hartplatz | Peter Nyborg     | Peter Bastiansen Peter Flintsø         | 6:2, 6:2      |
| 3.  | 22. Juli 1991     | Hanko     | Sand      | Olli Rahnasto    | Patrik Albertsson Jörgen Windahl       | kampflos      |
| 4.  | 2. September 1991 | Graz      | Sand      | Raviv Weidenfeld | Sébastien Leblanc Markus Naewie        | 6:3, 6:3      |
| 5.  | 22. Juni 1992     | Salzburg  | Sand      | Mikael Tillström | Jordi Arrese Nils Holm                 | 3:6, 6:2, 6:2 |
| 6.  | 25. Januar 1993   | Heilbronn | Teppich   | Jonas Björkman   | Brian Devening Peter Nyborg            | 6:2, 7:6      |
| 7.  | 15. Februar 1993  | Rennes    | Teppich   | Jonas Björkman   | João Cunha e Silva Marc-Kevin Goellner | 7:6, 6:3      |
| 8.  | 16. August 1993   | Genf      | Sand      | Nicklas Utgren   | Claudio Mezzadri Christian Miniussi    | 6:4, 6:2      |
| 9.  | 1. November 1993  | Aachen    | Teppich   | Jonas Björkman   | Mike Briggs Trevor Kronemann           | 7:5, 7:6      |

#### Finalteilnahmen
| Nr. | Datum             | Turnier      | Belag       | Partner        | Finalgegner                    | Ergebnis      |
| --- | ----------------- | ------------ | ----------- | -------------- | ------------------------------ | ------------- |
| 1.  | 14. November 1993 | Moskau       | Teppich (i) | Jonas Björkman | Jacco Eltingh Paul Haarhuis    | 1:6, aufgg.   |
| 2.  | 5. Juni 1994      | French Open  | Sand        | Jonas Björkman | Byron Black Jonathan Stark     | 4:6, 6:7      |
| 3.  | 16. Oktober 1994  | Tel Aviv     | Hartplatz   | Jonas Björkman | Lan Bale John-Laffnie de Jager | 7:6, 2:6, 6:7 |
| 4.  | 30. Oktober 1994  | Stockholm    | Teppich (i) | Jonas Björkman | Todd Woodbridge Mark Woodforde | 3:6, 4:6      |
| 5.  | 21. Mai 1995      | Rom          | Sand        | Jonas Björkman | Cyril Suk Daniel Vacek         | 3:6, 4:6      |
| 6.  | 18. Juni 1995     | Queen’s Club | Rasen       | Jonas Björkman | Todd Martin Pete Sampras       | 6:7, 4:6      |